# Јевтимије Угричић
Јевтимије Угричић (Смедерево, 1800 — Београд, 26. октобар 1886) био је српски правник и политичар. Након Светоандрејске скупштине био је један од тројице намесника, до повратка Милоша Обреновића у Србију. Био је министар просвете и правде и председник Касационог суда.

## Биографија
Угричић је рођен 1800. године у Смедереву. Његов деда Марко доселио се из Лике у сремско село Сурдук, а његов отац Павле био је учитељ и смедеревски прота. Јевтимије је основну школу завршио у Смедереву, гимназију у Сремским Карловцима и филозофију у Пешти. Након тога завршио је Српску православну богословију Светог Арсенија у Сремским Карловцима.
Узео је презиме Угричић по војводи Угрици, иако са њим није био у родбинским везама. У Србију се вратио 1824. године па га је кнез Милош поставио за писара у крагујевачкој Конзисторији. Од 1825. до краја 1826. био је писар у митрополији, најпре код митрополита београдског Агатангела, па онда код митрополита београдског Кирила. Од 1827. био је у Брусници писар код Јована Обреновића. После тога био је све до 1834. писар у Кнежевој канцеларији. Од априла 1834. до марта 1835. био је писар великога подунавског сердара Јоксе Милосављевића.
Месец дана био је писар смедеревског окружног суда, а онда је од априла 1835. до фебруара 1838. био председник смедеревског окружног суда. Постављен је 1838. за члана рудничког магистрата, а крајем марта 1839. постављен је за помоћника смедеревског начелника. Постао је септембра 1840. начелник министарства финансија. Постављен је јануара 1843. за члана Апелационог суда. Јануара 1847. постао је председник Апелационог суда. Од фебруара 1855. до децембра 1858. био је најпре члан, а онда потпредседник, па председник Врховнога суда (Касационог суда).
Политички је припадао либералима. Био је изабран за посланика на Светоандрејској скупштини. Приликом смене династија на Светоандрејској скупштини 24. децембра 1858. скупштина је изабрала намесништво у које су изабрани: Илија Гарашанин, Стевча Михаиловић и Јевтимије Угричић. Касније је кнез Милош Обреновић именовао Стевчу Михаиловића за свога местозаступника, тако да се тада окончао рад намесништва. Угричића је тада поставио за помоћника местозаступника. Кнез Милош га је након доласка у Србију поставио 9. фебруара 1859. за министра правде и просвете. Угричић је спровео судске реформе, чији циљ је био да се убрза судски поступак. Увео је судске извршитеље, па је на тај начин битно убрзао судски поступак. Међутим од тога убрзања највише користи су имали зеленаши, који су почели да много лакше наплаћују своје дугове. У то време владала је новчана криза и имања дужника су се продавала у бесцење. Народ се до тада жалио на спорост судског поступка, а тада се почео жалити на сувише брз поступак. На Малогоспојинској скупштини у Крагујевцу, највише су се обрушили на Јефтимија Угричића. Кнез Милош је био присиљен да га жртвује, па је са себе скидао одговорност и тврдио је да је за све крив Угричић. Угричић је смењен са места министра 27. септембра/9. октобра 1859, када је враћен на место председника Касационог суда.
Постављен је октобра 1861. за члана Државног савета и на тим месту се задржао до јула 1869. године. Пошто је Касациони суд ослободио оптужене у Мајсторовићевој завери кнез Михаило Обреновић се наљутио, па је онда наредио да се суди судијама Касационог суда. Јевтимије Угричић је 1864. постављен за судију тога специјалног суда, који је по кнежевој вољи судио и пресудио судијама Касационог суда. Угричић је пензионисан јула 1869. Умро је 14/26. октобра 1886. године у Београду.